# Les Murs vagabonds
Les Murs vagabonds (雨を告げる漂流団地, Ame o tsugeru hyōryū danchi) est un film d'animation japonais réalisé par Hiroyasu Ishida, sorti en 2022 au Japon. Produit par Studio Colorido, le film est sorti simultanément dans les salles japonaises et mondialement sur Netflix le 16 septembre 2022.

## Synopsis
Durant un jour d'été, Kosuke et Natsume découvrent un immeuble sur le point d'être démoli. Ce bâtiment est l'endroit où ils vivaient autrefois. Soudainement, ils se retrouvent pris dans un phénomène des plus étranges : l'immeuble qui abritait tellement de souvenirs dérive désormais sur la mer. Le groupe d'enfant doit trouver un moyen de retrouver leur ville depuis ce bâtiment à la dérive.

## Fiche technique
- Réalisation : Hiroyasu Ishida
- Scénario : Hiroyasu Ishida et Hayashi Mori
- Musique : Umitarō Abe
- Montage : Ryota Kinami
- Production : Kōji Yamamoto
- Sociétés de production : Studio Colorido et Twin Engine
- Sociétés de distribution : Netflix
- Pays de production :  Japon
- Langue originale : japonais
- Format : couleurs - 2,35:1 - Dolby Digital
- Durée : 119 minutes
- Date de sortie :
  - Japon : 16 septembre 2022 (en salles)
  - Monde : 16 septembre 2022 (sur Netflix)

## Distribution des voix

### Version française[1]
- Kosuke : Estelle Darazi
- Natsume : Clara Soares
- Reina : Alice Orsat
- Taishi : Marie Facundo
- Yuzuru : Arthur Pastel
- Noppo : Hervé Grull
- Juri : Bianca Tomassian

## Production et sortie
Le film a été annoncé pour la première fois par Netflix en septembre 2021. Le film devait être produit par Studio Colorido et réalisé par Hiroyasu Ishida, sur un scénario coécrit par Ishida, Hayashi Mori et Minaka Sakamoto. Akihiro Nagae a conçu les personnages et Umitarō Abe a composé la musique. Zutomayo a interprété la chanson thème du film, Kieteshimai sō desu, ainsi que la chanson Natsugare. Le film est sorti le 16 septembre 2022 sur Netflix et dans les salles japonaises.